# Jaskinia Salmopolska
Jaskinia Salmopolska – jaskinia położona na zachodnich stokach schodzących z Przełęczy Salmopolskiej w stronę Wisły w Beskidzie Śląskim. Długość 1009,5 m.

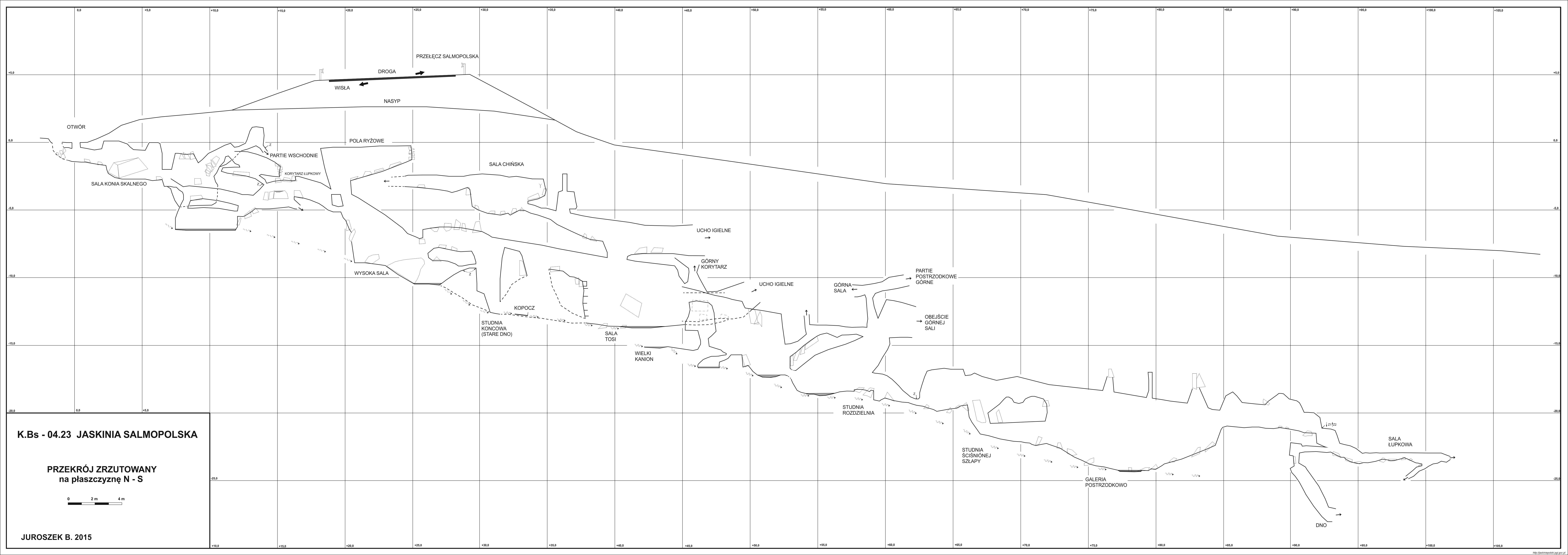
Przekrój jaskini

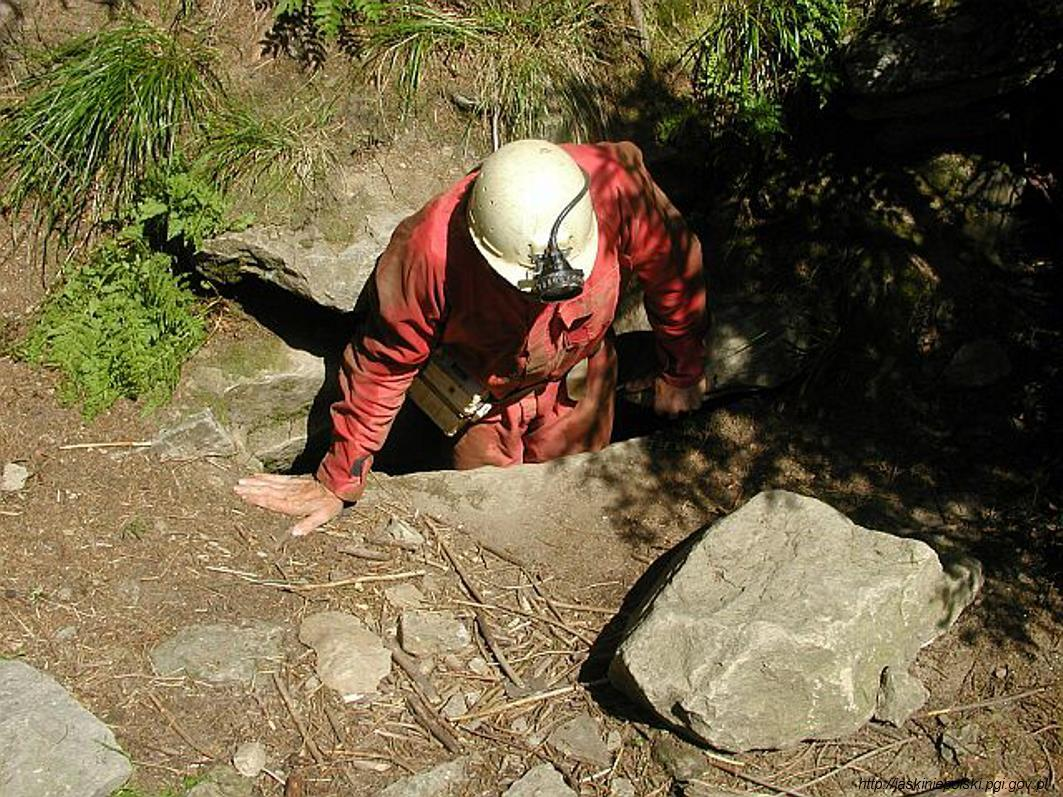
Otwór jaskini

Jaskinia została odsłonięta przy okazji robót drogowych przy trasie prowadzącej z Wisły do Szczyrku. Odnaleźli ją 12 października 1969 speleolodzy z bielskiego „Speleoklubu” – J. Choiński i Z. Ładygin. Początkowo znano jedynie kilka sal o charakterze zawaliskowym (Sala Konia Skalnego, Sala Górna, Komora Piaskowa, Sala Dolna, Sala Wysoka) poprzedzielanych wąskimi korytarzami. Do 2012 roku poznano 115 m korytarzy. Dalsza eksploracja prowadzona w latach 2012–2015 zwiększyła łączną długość poznanych korytarzy do 1009,5 m.
W czasie opadów i roztopów obserwuje się intensywny przepływ wody. Jaskinia Salmopolska powstała w wyniku ruchów odprężeniowo-grawitacyjnych skał w zespole piętrowo usytuowanych szczelin w piaskowcach warstw godulskich górnych.
Jaskinia jest trudna do zwiedzania.